# Balotiće
Balotiće (cyr. Балотиће) – wieś w Czarnogórze, w gminie Rožaje. W 2011 roku liczyła 706 mieszkańców.